# Heritovo Rakotomanga
Heritovo Jean Holland Rakotomanga (ur. 5 sierpnia 1963) – madagaskarski bokser.
Brał udział w igrzyskach w 1992, na których wystartował w wadze piórkowej (do 57 kg).
W pierwszej rundzie pokonał Szweda Wasesę Sabuniego 22:14. W drugiej rundzie przegrał z Rumunem Danielem Dumitrescu 8:18. Był najstarszym Madagaskarczykiem na tych igrzyskach.